# Мельник Яків Іванович (радянський партизан)
Я́ків Іва́нович Ме́льник (10 грудня 1890, Голта  — 1982, Москва) — один із організаторів та керівників партизанського руху на окупованій гітлерівцями території України в роки Німецько-радянської війни, полковник НКВС.

## Біографія

### Дитячі та юнацькі роки
Яків Іванович Мельник народився 10 грудня 1890 року в селі Голта Ананьївського повіту Херсонської губернії (тепер місто Первомайськ Миколаївської області) в бідній селянській родині. Українець. У семирічному віці залишився без батька. В 1901 році закінчив земську школу, допомагав матері в домашньому господарстві. З 1903 року — працює на місцевій каменоломні грабарем. У вересні 1905 року влаштовується на машинобудівний завод Фаатца учнем слюсаря, а після закінчення 3-річного навчання — слюсарем.

### Революційна діяльність
У 1913 році звільняється з заводу Фаатца і переїжджать до Миколаєва, де влаштовується слюсарем на суднобудівному заводі «Наваль». За участь у серпневому страйку 1913 року звільнений із заводу. Деякий час працює слюсарем на сільськогосподарському заводі Петриковського, а в червні 1914 року повернувся на суднобудівний завод «Наваль». Бере участь у липневому 2-денному страйку проти розстрілу луганських робітників, у грудневому страйку 1915 року, загальнозаводському страйку в січні-лютому 1915 року. Обирався уповноваженим від працівників артилерійського відділу заводу для перемовин з адміністрацією заводу. Після придушення страйку 1 березня 1916 року був забраний у солдати і направлений до Тули в 76-й запасний піхотний полк, де перебував 2 місяці. У травні 1916 року його повернули на завод як кваліфікованого робітника через велику кількість військових замовлень.
Лютневу революцію 1917 року зустрів на заводі. У квітні 1917 року вступає до соціал-демократичної робітничої партії більшовиків. У серпні 1917 року перейшов слюсарем-лекальником 6-го розряду на завод «Темвод», де обраний членом заводського комітету на чолі з Гордієнком. У січні 1918 року в складі загону Червоної гвардії брав участь у боях з гайдамаками, у березні 1918-го — в обороні Миколаєва від німецьких військ біля Варварівського мосту. Після захоплення міста німцями брав участь у повстанні, а після його придушення направлений на підпільну роботу в Голту. З квітня 1918 року працює на механічному заводі Гейне, де бере участь у створенні Спілки металістів, обирається членом і казначеєм Спілки, делегатом губернського з'їзду в Єлизаветграді в січні 1919 року.

### 1919—1941 роки
Після встановлення радянської влади в Первомайську в березні 1919 року працює в Первомайському міському ревкомі, а згодом в Ананьївському повітовому ревкомі комісаром праці. З початком антибільшовицького селянського повстання на півночі Одещини вступає до 1-го комуністичного загону особливого призначення під командуванням Т.Гуляницького, створеного при 45-й дивізії Червоної Армії, де командує взводом. Бере участь у боях біля Роздільної і Веселого Кута, вздовж залізниці від станції Бірзула до станції Голта. Після придушення повстання призначається військовим комісаром Первомайська. Проте за 3 тижні, у зв'язку з відступом Червоної Армії, опиняється в Житомирі. Рішенням політвідділу 58-ї Радянської дивізії направляється в білогвардійський тил для організації підпільної роботи.
З вересня 1920 року — завідувач відділу по роботі на селі Єлизаветградського повіту Миколаївської губернії.
З червня 1921 року — секретар Ново-Українського райкому КП(б)У.
З червня 1922 року — член бюро та завідуювач організаційного відділу Первомайського окружкому КП(б)У.
Протягом 1923—1924 років навчався в Москві на курсах секретарів повіткомів при ЦК ВКП(б). По закінченні курсів направлений у розпорядження Чернігівського губкому КП(б)У, де працював секретарем Сновського та Глухівського окружкомів.
У 1928 році направлений до Москви на курси марксизму-ленінізму при ЦК ВКП(б), а після їх закінчення — на Московський авіаційний завод № 24 секретарем парткому.
З 1931 по 1933 роки обіймав різні посади в Бауманському і Сталінському районних, Московському міському комітетах ВКП(б).
У 1933—1936 роках працював на відповідальних посадах у наркоматі шляхів сполучення СРСР.
У січні 1937 року направлений на роботу до НКВС СРСР, проходив службу в 6-му транспортному відділі НКВС (начальник відділу).
З лютого 1939 року — помічник особливого уповноваженого НКВС СРСР, з квітня 1941 року — особливий уповноважений 3-го управління НКВС СРСР.

### Партизанська діяльність
У травні 1942 року Я. І. Мельник був зарахований у резерв і відряджений до 4-го управління НКВС СРСР у відділ партизанського руху. Після організації УШПР (Український штаб партизанського руху) призначений старшим помічником начальника 3-го відділу.
У жовтні 1942 року Я. І. Мельника призначають начальником оперативної групи з керівництва партійним підпіллям і партизанським рухом на Сумщині й направляють у тил ворога. 25 лютого 1943 року за рішенням ЦК КП(б)У отримує посаду комісара, а згодом — командира Сумського партизанського з'єднання.
Протягом лютого-квітня 1943 року Сумське з'єднання партизанських загонів здійснило перший рейд з Хінельських лісів Сумщини на Правобережну Україну, в Поліські ліси.
З червня по серпень 1943 року з'єднання здійснило другий рейд територією Вінницької області. За час рейду пройдено Житомирську, Рівненську, Кам'янець-Подільську області. Через дуже високу щільність німецьких військ довкола Верховної ставки Гітлера «Вервольф» закріпитись і розгорнути широку партизанську діяльність на Вінниччині не вдалося.
З листопада 1943 по березень 1944 року Сумське з'єднання партизанських загонів здійснило третій рейд, знову ж таки на Вінниччину.
Усього за період з 25 жовтня 1942 року по 26 березня 1944 року Вінницько-Сумське з'єднання партизанських загонів здійснило три рейди в глибокий тил ворога, пройшовши понад 6500 км по 9 областях Української РСР і Білоруської РСР, форсувавши 38 річок, серед яких Десна, Снов, Дніпро, Прип'ять, Случ, Південний Буг, Горинь. Партизанами під командуванням Я. І. Мельника проведено 114 бойових операцій, знищено майже 12 з половиною тисяч солдатів і офіцерів ворога, 82 військових ешелони, 3 панцерних потяги, 88 паровозів, 902 вагони, 16 танків і бронемашин, 5 літаків, 10 залізничних мостів, 102 шосейних мости. Як трофеї у ворога захоплено 3 гармати, 2 міномети, 95 кулеметів, 134 автомати, 1576 гвинтівок, 160050 набоїв. Населенню окупованих територій роздано майже 11 тонн хліба, майже 3 тисячі голів великої рогатої худоби (щоправда, ніде не вказано, де все це партизани взяли).
Після розформування Вінницько-Сумського з'єднання Я. І. Мельник перебував у розпорядженні відділу кадрів НКВС СРСР.

### Післявоєнні роки
З жовтня 1945 року по лютий 1946 року перебував у службовому відрядженні в Румунії.
З 1946 по 1950 роки — на відповідальних посадах в апараті МВС СРСР.
З червня 1950 року по вересень 1953 року — заступник начальника Західного гірсько-промислового управління Дальбуду МВС СРСР (селище Сусуман Колимського краю).
З жовтня 1953 року по квітень 1954 року — заступник начальника Чаун-Чукотського гірсько-промислового управління Дальбуду МВС СРСР (селище Певек Колимського краю).
З травня 1954 року по вересень 1955 року — начальник відділу управління північно-східних виправно-трудових таборів МВС СРСР (м.Магадан Колимського краю).
У жовтні 1955 року вийшов на пенсію. Мешкав у Москві. Помер у 1982 році.

## Нагороди
- Орден Леніна (07.08.1944);
- Орден Червоного Прапора (24.12.1942);
- Орден Богдана Хмельницького 1 ступеня (04.01.1944);
- Орден Вітчизняної війни 1 ступеня (11.03.1985);
- Орден Червоної Зірки
- Медалі